# Утешев, Борис Сергеевич
Утешев Борис Сергеевич (? — 11 июня 2003 года, Москва) — советский и российский фармаколог, основатель отечественной иммунофармакологии, доктор медицинских наук (1971), профессор, академик РАЕН, заведующий кафедрой фармакологии РГМУ.

## Биография
Окончил Второй Московский государственный медицинский институт.
В 1964 году защитил диссертацию на соискание ученой степени кандидата, а в 1971 году доктора медицинских наук.
С 1982 по 2003 год возглавлял кафедру фармакологии РНИМУ имени Н. И. Пирогова. Подготовил 28 кандидатов и 6 докторов медицинских наук, автор более 200 научных и учебно-методических работ, 4 монографий и учебника «Фармакология» для студентов педиатрических факультетов (в соавторстве). Патенты, выданные Утешеву, были удостоены золотой и серебряной медалей 49-й международной выставки «Брюссель — Эврика — 99».
Являлся членом ВАК, председателем Проблемной комиссии по фармакологии Минздрава России, членом редакционных коллегий журналов «Экспериментальная и клиническая фармакология» и «Russian Journal of Immunology». Входил в состав научно-редакционного совета Государственного реестра лекарственных средств Минздрава России.

## Избранные труды
- Утешев Б. С. Ингибиторы биосинтеза антител [Текст] / Б. С. Утешев, В. А. Бабичев. Москва: Медицина, 1974.
- Утешев Б. С. Влияние эндогенных опиоидных пептидов на антителогенез при первичном иммунном ответе на эритроциты барана / Б. С. Утешев // Фармакология и токсикология. 1988. Т. 51, № 4. С. 83—85.
- Утешев, Б. С. Взаимодействие нейроэндокринной и иммунной систем и роль опиоидных пептидов в регуляции иммунного гомеостаза / Б. С. Утешев, С. А. Коростелев // Фармакология и фоксикология. 1990. Т. 53. № 1. С. 10—16.
- Утешев Б. С. Инозитолфосфат и Са как вторичные мессенджеры / Б. С. Утешев // Экспериментальная и клиническая фармакология. 1992. № 4. С. 69—74.
- Утешев Б. С. Анализ современных направлений в создании иммунотропных средств / Б. С. Утешев, А. В. Сергеев, С. А. Коростелев // Экспериментальная и клиническая фармакология. 1995. Т. 58. № 3. С. 3—7.
- Утешев Б. С. Иммуномодулирующее действие полинена-сыщенных фосфолипидов / Б. С. Утешев, И. Ласкова // Экспериментальная и клиническая фармакология. 1995. Т. 58. № 5. С. 49—53.
- Утешев Б. С. Эффективность иммуномодулирующего действия эссен-циале и модифицированных им эритроцитов животных / Б. С. Утешев, И. Л. Ласкова // Экспериментальная и клиническая фармакология 1995. Т. 58. № 6. С. 52—55.
- Утешев Б. С. Иммуномодулирующее действие препаратов, обладающих мембранопротекторными свойствами, при интенсивных физических нагрузках / Б. С. Утешев, И. Л. Ласкова // Экспериментальная и клиническая фармакология. 1996. Т. 59. № 1. С. 47—50.
- Погабало А. В. Изучение влияния гипербарической оксигенации на иммунитет и гемопоэз на экспериментальных патологических моделях / Погабало А. В., Казанцева Н. В., Сергеев А. В., Утешев Б. С. // Экспериментальная и клиническая фармакология. 1997. № 1. С. 72—75.
- Атеросклероз: Как правильно принимать лекарства? Более 50 лекарств, которые вы можете купить в аптеках. Дозы (разовые и суточ.). Меры предосторожности. Побочные реакции. Показания. Противопоказания / Гл. ред. Б. С. Утешев. М.: ГЭОТАР Медицина, 1999. — 223 с.
- Гипертоническая болезнь / Гл. ред. Б. С. Утешев. М.: ГЭОТАР медицина, 1999. — 383 с.
- Аритмии сердца / [Г. О. Дибирова и др.]; Гл. ред. Б. С. Утешев. М.: ГЭОТАР МЕДИЦИНА, 1999.